# Museum Schloss Herrenhausen

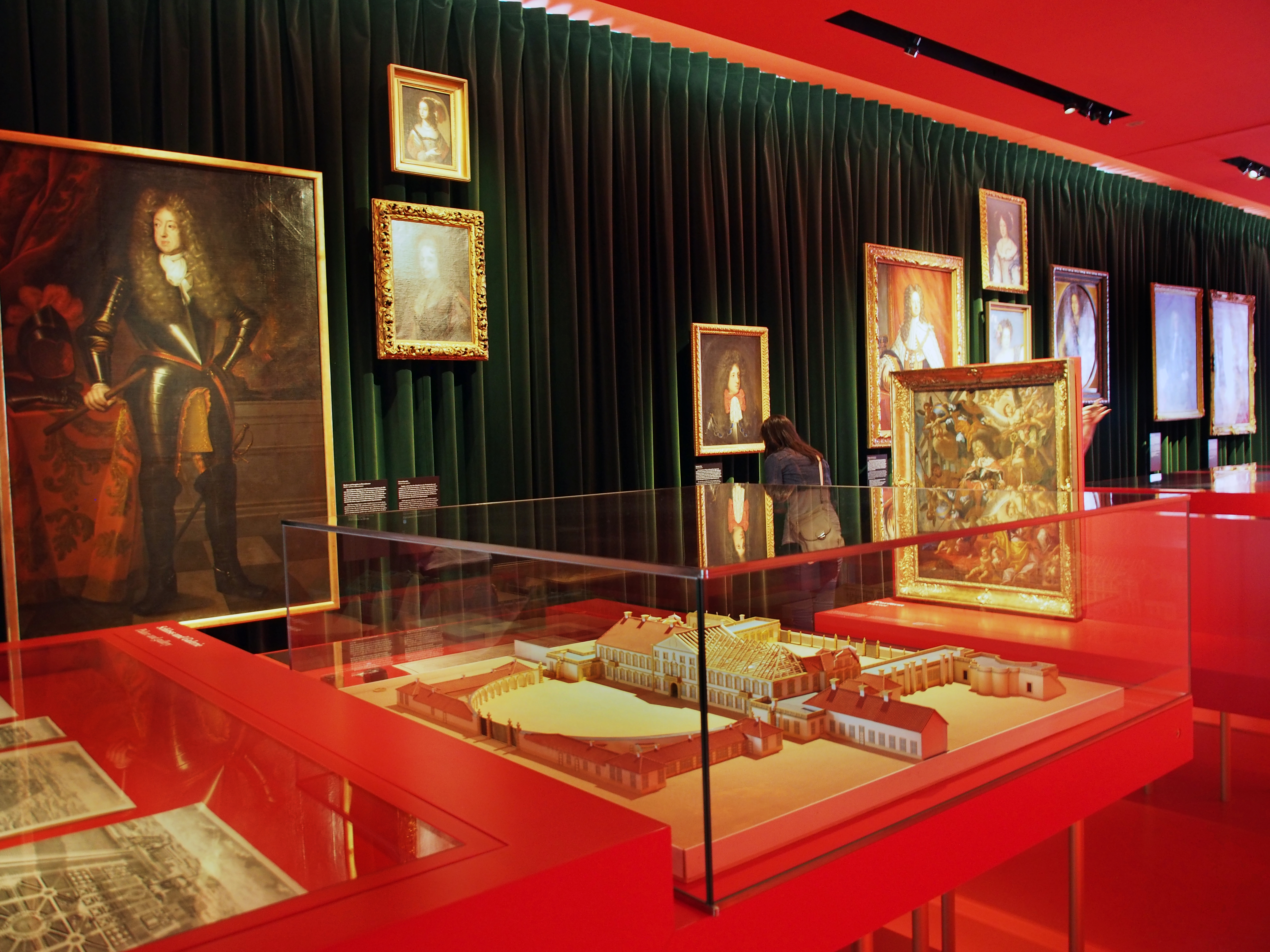
Ausstellungsraum im Museum

Das Museum Schloss Herrenhausen befindet sich im Schloss Herrenhausen in Hannover.
Das Museum wurde 2013 im wieder erbauten Schloss eröffnet und ist eine Abteilung des Historischen Museums Hannover. Es stellt auf 900 m² historische Persönlichkeiten der früheren Residenzstadt Hannover, der Welfen und der Gartenarchitektur vor. Darunter sind der Universalgelehrte Gottfried Wilhelm Leibniz, Kurfürstin Sophie, ihre Tochter Sophie Charlotte, Ernst August Charbonnier und Herzog Ernst August von Braunschweig-Calenberg. Das Museum beleuchtet den Zusammenhang der sozialen und geistigen Voraussetzungen des Barock mit der Herrenhäuser Gartengestaltung und stellt Objekte barocker Lebenswelten aus. Ein Museumsteil zeigt die Entwicklung der Herrenhäuser Gärten von der Aufklärung bis heute.
Eine bedeutende Ausstellung fand 2014 zum 300-jährigen Jubiläum der Personalunion zwischen Großbritannien und Hannover als Teil der Niedersächsischen Landesausstellung Als die Royals aus Hannover kamen statt. 
Inbegriffen im Eintrittspreis ist der Zugang zum Großen Garten und zum Berggarten innerhalb der Herrenhäuser Gärten.